# Бурлака Юрій Максимович
Юрій Максимович Бурлака (нар. 7 липня 1962) — радянський та молдовський футболіст, універсал.

## Життєпис
Розпочав дорослу кар'єру в кишинівському «Ністру». У 1981 році зіграв один матч у першій лізі — 17 листопада 1981 року проти «Жальгіріса», потім протягом двох років виступав за дублюючий склад.
У 1984 році грав у другій лізі за самаркандське «Динамо», потім повернувся в Молдову та грав у змаганнях КФК та другий лізі за команди «Луч» (Сороки), «Заря» (Бєльці) та «Кристал» (Фалешти).
В останніх сезонах першості СРСР знову виступав в Узбекистані — в 1989 році за «Янгієр», у 1990 році — за «Динамо» (Самарканд), у 1991 році — за «Нурафшон» (Бухара).
Після розпаду СРСР деякий час продовжував виступати за «Нурафшон», зіграв 8 матчів у вищій лізі Узбекистану. Також у квітні-травні зіграв 3 матчі в чемпіонаті Казахстану за карагандинський «Шахтар», дебютну гру провів 23 квітня 1992 року проти «Булата». У 1993 році грав у другій лізі Росії за «Атоммаш».
На початку 1994 року в черговий раз повернувся до Молдови, де виступав у вищому дивізіоні за «Кристал» (Фалешти) та «Агро» (Кишинів). Своїм першим голом у вищому дивізіоні відзначився в останньому турі сезону 1993/94 років, 18 червня 1994 року в ворота «Торентула». Всього в чемпіонаті Молдавії зіграв 35 матчів та відзначився 2 голами.
В останні роки кар'єри виступав за аматорські клуби України «Оскіл» (Куп'янськ), «Бірзула» (Котовськ) та «Колос» (Барвінково).